# Dominique Jacomet
Pour les articles homonymes, voir Jacomet.
 (février 2016).
Dominique Jacomet, né le 10 décembre 1956 à Boulogne-Billancourt, est un économiste français. Il préside le conseil d'administration de l'Institut d'administration des entreprises de Paris (IAE Paris), et a été directeur général de l’Institut français de la mode (IFM) de 2007 à 2019.

## Biographie

### Jeunesse et études
Il est diplômé de l'Institut d'études politiques de Paris (section service public) en 1978. Il suit ensuite des études d'économie appliquée à l’université Paris-Dauphine et obtient une maîtrise en 1980. Il est docteur en sciences de gestion de la même université, grâce à une thèse portant sur le commerce international dans le textile et l’habillement.

### Parcours en entreprise
Dominique Jacomet a travaillé de 1982 à 2007 au sein du groupe Devanlay, licencié mondial des vêtements Lacoste. Commençant comme attaché de direction en 1982, il devient chef de projets jusqu'en 1987.
Il est alors nommé directeur du développement, poste qu'il garde jusqu'en 1989 afin de devenir secrétaire général de l'entreprise, entre 1991 et 1994. En 1994, il devient président de Devanlay US et Devanlay China, et il conserve ce poste jusqu'en 1998.
Il est en même temps membre du directoire de l'entreprise, ainsi que son directeur général.
Entre 1999 et 2007, il a été administrateur de certaines filiales du groupe à l’étranger, notamment de la société Lacoste SA, et de la société Mendès, spécialisée dans la fabrication et la distribution de prêt-à-porter.
En 1992, il est élu Vice-Président, chargé des affaires économiques et internationales (1992-2008) de l’UIT (Union des Industries Textiles).
De 1995 à 1998, il est Président du Conseil d’Administration d’Euratex, l'Association européenne des industries du textile et de l’habillement). Il en est Président d’honneur depuis 2008.
De 2007 à 2019, il a été Directeur Général de l’IFM (Institut français de la mode) et administrateur de l’UFAC (Union Française des Arts du Costume) et de l’ANDAM (Association nationale pour le développement des arts de la mode).

### Parcours dans l'enseignement
Il est maître de conférences à l'Institut d'études politiques de Paris à partir de 1984, puis professeur affilié à l'ESCP Europe depuis 2007. 
Il a notamment réfléchi au rôle de l’innovation dans l’évolution de l’offre-produits qui permet aux entreprises d’être compétitives sur les marchés internationaux et de tirer parti du processus de mondialisation. Ce fut le thème de son premier livre sur l’industrie des textiles (1987).
Ses travaux portent sur les stratégies et les dynamiques d’internationalisation et de mondialisation, en intégrant les éléments organisationnels (choix entre filiales, sociétés conjointes, donc partenaires locaux, et licences) et culturels si importants pour maîtriser le développement international d’une firme.
Il a été rédacteur à la Correspondance Économique (Société générale de presse) en 1981.

## Recherche et publications

### Ouvrages
- Mode, Textile et mondialisation, Préface de Jean-Marie Chevalier, Economica, 2007, 329 p.
- Le Textile-Habillement, une industrie de pointe, Préface de Maurice Schumann, Economica, 1987, 236 p. et 2e édition, 1989, 255 p.

### Articles
- "L'économie de la mode", article cosigné Dominique Jacomet et Pascal Morand dans Réalités industrielles, revue publiée par les Annales des Mines (novembre 2013).
- "Le Luxe : une industrie entre héritage et modernité" dans Le Luxe, revue Mode de Recherche (IFM) no 16, juin 2011 (en coll. avec Franck Delpal).
- « La crise, le temps, l’espace » dans  La crise : parenthèse ou refondation ?, revue Mode de Recherche (IFM) no 12, juin 2009.
- "Globalisation and markets" in Twenty Years of Fashion System, IFM / Regards, 2008 (en coll. avec Gildas Minvielle et Olivier Assouly).
- "Mondialisation et stratégie des entreprises : le cas de l’habillement" dans 50 ans de management, coordonné par Jérôme Caby et Géraldine Schmidt, Pearson Education, 2006.
- « The collective aspect of corporate political strategies : An illustration with US and European business participation in textile international trade negotiations » in International Studies of Management and Organization, sous la direction de J.J. Boddewyn, Baruch College, City University of New York, vol 35, no 2, été 2005.
- « L’influence des producteurs occidentaux de textile et d’habillement sur la politique commerciale internationale (1960-1994) » dans Les groupes de pression dans la vie politique contemporaine en France et aux États-Unis, sous la direction de Jean Garrigues, Presses Universitaires de Rennes, 2002.
- « Les Textiles » dans Cyclope, Les marchés mondiaux sous la direction de Philippe Chalmin, Economica, 1994-2004 et en coll. avec Gildas Minvielle depuis 2005.

### Communications et conférences
- Les entreprises françaises dans la crise économique, Conférence organisée par le Ministère de l’industrie et de l’énergie tunisien et le Comité de promotion des exportations, Tunis, mars 2011.
- The European fashion industry and system in a globalized world, Conférence au Fashion Institute of Technology, New York, septembre 2008.
- Fashion and textiles businesses : international modularity of the value / supply chain, Communication colloque IESE Business school, Université de Navarre, Madrid, juin 2008.
- The European competitiveness in fashion and design, Communication au séminaire de la Commission européenne sur la compétitivité européenne, sous la présidence du Vice-Président Günter Verheugen, Milan, février 2008.
- Fashion global strategies, what’s new?, Conférence au forum annuel de l’International Apparel Federation, Taipei, octobre 2007.
- Apparel brands global strategies, what are the challenges?, Conférence au Global Textile Economic Forum, Beijing, mars 2007.
- Les groupes d’intérêt économiques et la mondialisation : les négociations commerciales internationales, Communication au colloque Centre d'études et de recherches internationales / Université Paris-Dauphine sur l’OMC, sortie de crise ? sous la présidence de Jean-Marc Siroen, 15 février 2007.
- Le textile et l’habillement européen dans la mondialisation, Les lundis de l’économie - le marché mondialisé – Conservatoire national des arts et métiers et Association des journalistes économiques et financiers (AJEF), 11 décembre 2006.
- Concurrence internationale et politique commerciale dans l'industrie, Communication devant le Groupe d’études sur l’impératif de coopération et de conquête industrielle en Europe, Commissariat général du Plan, 27 avril 1993.
- Competing in affluent markets, communication à la conférence annuelle de l'International Textile Manufacturers Federation (ITMF), 1988.

### Cas pédagogiques
- « The challenge to textiles and clothing in the Doha Round », Institut d'études politiques de Paris, Master Affaires européennes 2004.
- « The challenge to textiles and clothing of a new world trading system: the end of the Multifiber Agreements - MFA », Institut d'études politiques de Paris, 1994.

### Auditions
- « La mondialisation du textile-habillement », Conseil Economique et Social, section des relations extérieures, 3 octobre 1995.
- « L'OMC, nouvel enjeu pour le textile-habillement européen », Commission d'enquête sur les délocalisations. Assemblée Nationale, 5 octobre 1993.
- « La délocalisation d'entreprises françaises à l'étranger », Commission des finances. Sénat, 10 mars 1993.

### Articles de presse
- « Pour une politique commerciale européenne », Le Figaro, 29 juin 1995
- « Business, be wary of new trade groups », en coll. avec Seth Goldschlager, New York Times, 29 janvier 1995
- « La France et les exportations », Le Figaro, 14 mai 1993
- « Sur la délocalisation industrielle », Le Figaro, 23 avril 1993

### Rapports
- « Le dispositif de soldes, soldes flottants, promotions, ventes et autres soldes privés », en coll. avec Yvon Merlière et Évelyne Chaballier, juillet 2012
- « L’impact du commerce électronique en matière de soldes et de promotion », en coll. avec Yvon Merlière et Évelyne Chaballier, avril 2011
- « Les soldes flottants », en coll. avec Évelyne Chaballier et Yvon Merlière, novembre 2010

## Distinctions
- Global leader for tomorrow du World Economic Forum (1999),
- Chevalier de la Légion d'honneur (2004),
- Officier de l'ordre national du Mérite (2012).